# Paula Crespí Barriga
Paula Crespí Barriga (l'Hospitalet de Llobregat, 7 d'abril de 1998) és una jugadora de waterpolo catalana que juga a la posició de boia, medalla d'or amb la selecció espanyola en el Jocs Olímpics de París 2024 i campiona d'Europa de clubs amb el CN Sant Andreu el 3 de maig de 2025. Des de la temporada 2025-26 és jugadora del CN Sabadell.
Els seus inicis van ser a l'Agrupació Esportiva Santa Eulàlia, al seu barri. Als tretze anys va marxar al Club Esportiu Mediterrani, on va debutar a la Divisió d'Honor femenina. Durant aquesta etapa, també va debutar internacionalment amb la selecció espanyola absoluta. El 2015 va fitxar pel Club Natació Sant Andreu, amb el qual es va consolidar a la Divisió d'Honor femenina. La temporada 2020-21 va fitxar de nou al CE Mediterrani. La temporada 2022-23 va tornar al CN Sant Andreu, amb el qual va guanyar la Copa de la Reina (2024) davant del CN Sabadell, on va anotar dos gols, i la del 2025, també davant el CN Sabadell, on va marcar quatre gols i va ser escollida millor jugadora de la final. Amb la selecció espanyola de waterpolo va aconseguir una medalla d'or als Jocs Olímpics de París 2024, tres medalles de plata als Campionats del Món de Waterpolo de Budapest 2017, Gwangju 2019 i Fukuoka es va proclamar campiona d'Europa a l'Europeu de Budapest 2020. Va formar part de l'equip espanyol de waterpolo als Jocs Olímpics de París 2024 que va guanyar la medalla d'or.
L'Ajuntament de l'Hospitalet va retre un homenatge a Paula Crespí a la Nit de l'Esport de 2024 per aquest èxit assolit en els Jocs Olímpics de París 2024, que la va convertir en la primera esportiva de la ciutat a guanyar una medalla d'or en unes Olimpíades.

## Palmarès
Clubs
- 2 Copa espanyola de waterpolo femenina (2024) (2025)
- 1 Champions League (2025)
- 1 Supercopa d'Espanya (2024)

Selecció espanyola
- 1 medalla d'or als Jocs Olímpics de París 2024
- 3 medalles d'argent al Campionat del Món de waterpolo: 2017, 2019, 2023
- 2 medalles de bronze al Campionat del Món de waterpolo: 2024, 2025
- 1 medalla d'or al Campionat d'Europa de waterpolo: 2020